# Ronde van Indonesië
De Ronde van Indonesië (Tour d'Indonesia) is een wielerronde die jaarlijks wordt verreden in Indonesië. De Ronde van Indonesië maakt deel uit van de UCI Asia Tour. Tussen 2012 en 2017 werd de koers niet verreden.
Rond 1990 werd de laatste Tour d'Indonesia verreden, totdat werd besloten de wedstrijd in 2004 weer te gaan organiseren. De Ronde van Indonesië werd gesponsord door Dji Sam Soe, een fabrikant van sigaretten.

## Winnaars

### Overwinningen per land
| Overwinningen | Land                                                          |
| ------------- | ------------------------------------------------------------- |
| 3             | Iran                                                          |
| 1             | Australië, Frankrijk, Ierland, Indonesië, Laos, Nieuw-Zeeland |

2005 · 
2006 · 
2007 · 
2008 · 
2009 · 
2010 · 
2011 · 
2012 · 
2013 · 
2014 ·
2015 ·
2016 ·
2017 ·
2018 ·
2019 ·
2020 ·
2021 ·
2022 ·
2023 · 
2024 · 
2025
Belangrijkste wedstrijden

Ronde van Hainan · Japan Cup · Ronde van Sharjah · Ronde van het Taihu-meer · Ronde van Fuzhou · Ronde van Dubai · Ronde van Qatar · Ronde van Oman · Ronde van Langkawi · Ronde van Taiwan · Ronde van Iran · Ronde van Japan · Ronde van Korea · Ronde van het Qinghaimeer · Ronde van China I · Ronde van China II · Ronde van Almaty